# Longitarsus finitimus
Longitarsus finitimus is een keversoort uit de familie bladkevers (Chrysomelidae). De wetenschappelijke naam van de soort werd in 1992 gepubliceerd door Konstantinov.